# Храм на честь ікони Божої матері «Розчулення» і преподобного Серафима Саровського
Храм на честь ікони Божої матері «Розчулення» і преподобного Серафима Саровського - православний храмовий комплекс Дніпропетровської єпархії УПЦ (МП), відкритий 2017 року на лівобережній частини міста Дніпро. Храмовий комплекс складається з двох храмів: нижній - на честь преподобного Серафима Саровського, і верхній - на честь ікони Божої матері «Розчулення».

#### Хід будівництва
- 20 травня 2012 р Високопреосвященніший Іриней, митрополит Дніпропетровський і Павлоградський, здійснив закладку капсули в вівтарну частину храму, що будується.
- 1 травня 2016 року був закінчено будівництво і став постійно діяти нижній храм на честь прп. Серафима Саровського.
- 17 листопада 2016 року відбулося освячення храму.
- На сьогоднішній день йде зовнішня обробка храму. Верхній храм Розчулення Пресвятої Богородиці готуватися до внутрішніх опоряджувальних робіт.

##### Додаткові будови на території храмового комплексу
При храмі діє недільна школа, в якій значиться 45 дітей. Вона почала свою роботу в жовтні 2017 року. У школі вчать Закон Божий, спів і творчість, а також історію Нового і Старого завіту, святе письмо, і церковнослов'янська мова. Проводяться екскурсії, ранки, паломництво.
На території також знаходиться трапезна. Раніше вона була тимчасовою церквою з 3-х вагончиків, загальною площею 45 квадратних метрів. У ній 13 років проходили служіння поки будувалися храми.